# 波利特魯德尼亞
51°49′51″N 31°36′9″E / 51.83083°N 31.60250°E
波利特魯德尼亞（烏克蘭語：Політрудня），是烏克蘭北部的村莊，隸屬切爾尼希夫州的切爾尼希夫區。該村面積0.8平方公里，海拔高度126米，2001年人口108，人口密度每平方公里135人。